# Nassauischer Feuerwehrverband
Der Nassauische Feuerwehrverband e. V., kurz NFV, mit Sitz in Wiesbaden, ist der Fachverband der nassauischen Feuerwehren. Er vertritt als Dachorganisation die Interessen der 11 Kreisfeuerwehrverbände (KFV). Die beiden Bezirksgruppen Berufsfeuerwehr (BF) und Werkfeuerwehr (WF) sind ebenso ordentliche Mitglieder mit Stimmrecht. Die Nassauische Jugendfeuerwehr (NJF) ist satzungsgemäß Teil des NFV. Der NFV ist Mitglied des Landesfeuerwehrverbandes Hessen (LFV Hessen) mit Sitz in Kassel.
Der Bezirksfeuerwehrverband repräsentiert die nassauischen Feuerwehren im Landesfeuerwehrverband Hessen.
Der Verband und seine Mitglieder sind häufig in der hessischen Politik, in Gremien, Anhörungen und Ausschüssen in Hessen präsent, um die Positionen des nassauischen Feuerwehrwesens zu vertreten.

## Geschichte

### Die Gründung
Der Nassauische Feuerwehrverband e. V. wurde am 27. Juli 1872 in Wiesbaden gegründet und durchlebte eine bewegende Geschichte. In der Versammlung der Führer der Feuerwehren am 18. September 1868 in Wiesbaden wurde erstmals die Bildung einer Dachorganisation öffentlich angeregt. Am 16. Oktober 1868 kam es zu einer ersten überörtlichen Feuerwehrtagung in Bad Homburg, auf der die Gründung eines Verbandes für den Regierungsbezirk Wiesbaden oder für die Provinz Hessen-Nassau beantragt wurde. Es erfolgte hier die Zusage, diesen Antrag aus Wiesbaden weiterzuverfolgen. Der Deutsch-Französische Krieg 1870/71 unterbrach vorerst weitere Verhandlungen, sodass erst am 24. August 1871 in einer Feuerwehrführerversammlung eine Kommission ins Leben gerufen wurde, die die Gründung eines Feuerwehrverbandes (FV) vorantreiben und einen Statutenentwurf vorbereiten sollte. Zum Vorsitzenden dieser Kommission zur Bildung einer Dachorganisation wurde der Branddirektor Christian Zollmann bestimmt.
Am 27. Juli 1872 fanden sich in Wiesbaden 20 Delegierte der Freiwilligen Feuerwehren zusammen und fassten den Beschluss, einen Feuerwehrverband für den Regierungsbezirk Wiesbaden zu gründen. Vorsitzender wurde der Wiesbadener Branddirektor Karl-Hermann Scheurer. An der Gründungsfeier des Nassauischen Feuerwehrverbandes nahmen Vertreter der Stadt, der Landesregierung und Carl Metz aus Heidelberg, Hersteller von Lösch- und Rettungsgeräten, sowie Branddirektor Ludwig Scabell von der Berufsfeuerwehr Berlin teil. Aus dem Gründungsprotokoll geht hervor, dass auch Kaiser Wilhelm I. anwesend war.
Nach der Beratung der aufgestellten Satzungen wurde der Beschluss gefasst, den Feuerwehrverband für den Regierungsbezirk Wiesbaden für gegründet zu erklären.
Nachfolgend die Abschrift des Gründungsprotokolls:

„Der Gedanke einen Feuerwehr-Verband zu gründen, war von Herrn Branddirektor Christian Zollmann in der Führerversammlung vom 18. September 1868 angeregt worden. Da in Bad Homburg v.d.H. fast gleichzeitig diese Anregung gegeben worden war und hierzu eine Einladung unserer Wehren erlassen geworden, so wurde am 16. Oktober 1868 von den Führern die Herren Eduard Kalb und Christian Krell von den Abgeordneten zum Besuch der Versammlung in Bad Homburg gewählt. In dieser Versammlung 1869 wurde beschlossen, einen Verband in dem Regierungsbezirk Wiesbaden zu gründen und diese beauftragt, die nötigen Vorbereitungen zu treffen. Zu diesem Zwecke sollte eine Kommission in Wiesbaden gewählt werden. Mit den Vorarbeiten, war aber das Kriegsjahr 1870 hereingekommen und blieb die Angelegenheit ruhen bis in den Monat August 1871. Am 24. August wurde die Kommission gewählt, bestehend aus den Herren: Branddirektor Zollmann, Hauptmann Gaab, Hauptmann Krell, 2ter Hauptmann Scheurer, Schriftführer Straßburger. Acht Tage nach der Versammlung starb ganz unvermutet Herr Zollmann. An seiner Stelle wurde Herr Scheurer als Branddirektor gewählt, welcher nun den Vorsitz der Kommission übernahm. Die Statuten für den Verband wurden entworfen und beraten, so daß dieselben im Frühjahr 1872 vollendet waren. Nun setzte sich die Kommission mit den im Regierungsbezirk Wiesbaden bestehenden ‚Freiwilligen Feuerwehren‘ in Verbindung und es konnte auf den 17. Juli 1872 der erste Feuerwehrtag-Gründungstag nach Wiesbaden berufen werden. Mit demselben war einen Ausstellung von Feuerwehrgeräten verbunden, welche in der königlichen Reitbahn eingerichtet wurde. Ein besonderes Ereignis war es: Daß SM Majestät unser hochseliger Kaiser Wilhelm I. hier anwesend war.“

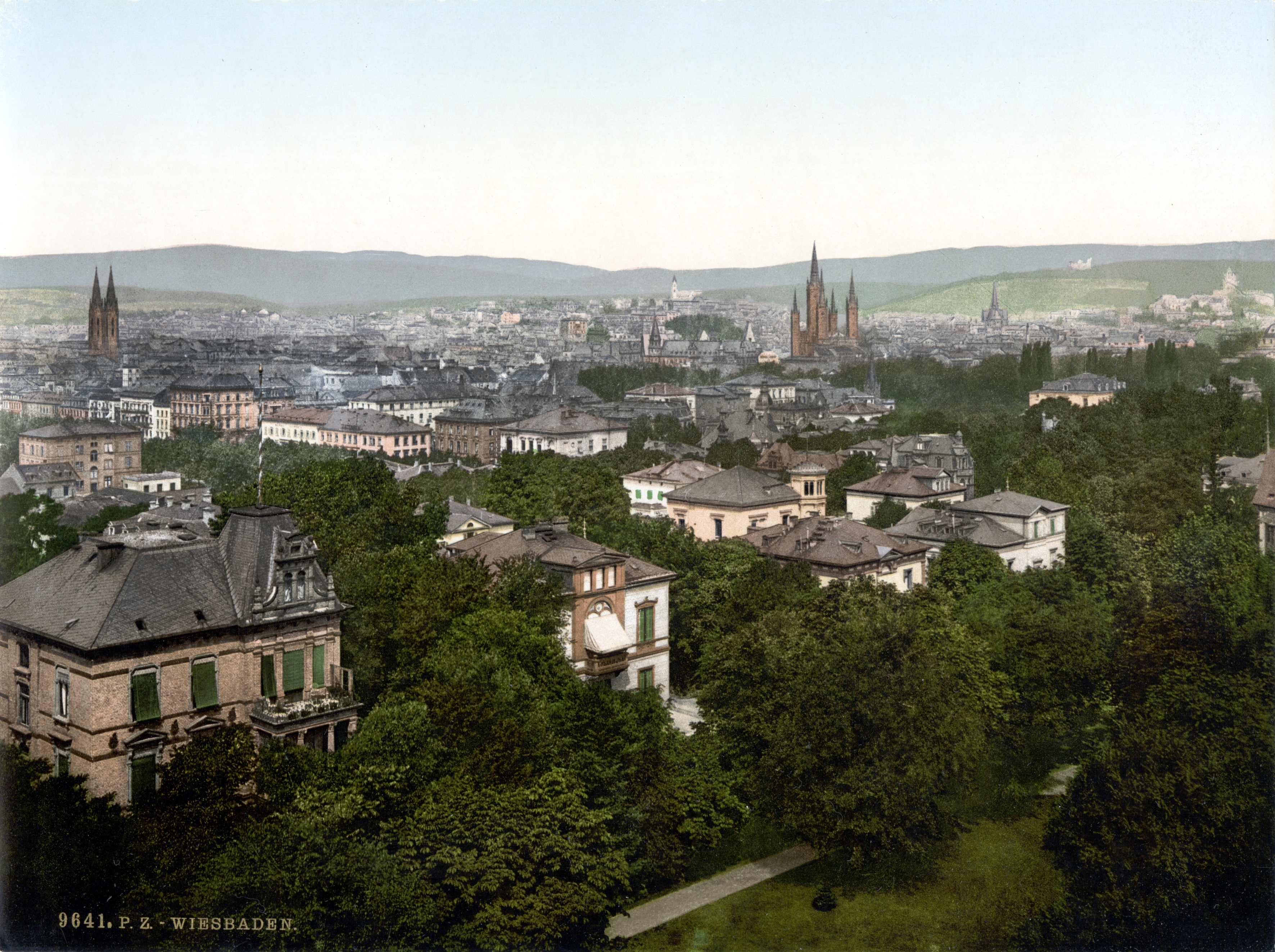
Wiesbaden um 1900

Ein Jahr später, am 2. Juni 1873, wurden die Feuerwehren zu dem zweiten Verbandstag nach Limburg an der Lahn eingeladen. Anlässlich dieses Feuerwehrtages waren die Freiwilligen Feuerwehren im Regierungsbezirk Wiesbaden schon mit 37 Abgeordneten für 23 dem Verband angeschlossenen Feuerwehren vertreten. Diese Feuerwehren zählten 2.279 Freiwillige- und 4.506 Pflicht-Feuerwehrmänner. Bereits drei Jahre nach der Gründung wurde die erste Ausgabe der „Nassauischen Feuerwehrnachrichten“ als Mitteilungsorgan des Verbandes herausgegeben. Sie erschien damit als eine der ersten Feuerwehrzeitungen im deutschsprachigen Raum. Im Jahr 1885 erfolgte der Beitritt zum Preußischen Landesfeuerwehrverband, der erst zwei Jahre zuvor gegründet worden war. Aufgrund des Beschlusses des Zentralvorstands am 1. Juni 1902 in Nassau (Lahn) erfolgte eine neue Gebietsaufteilung in Kreise gemäß den Landratsbereichen.

### Nach dem Ersten Weltkrieg
Während des 23. Verbandstages am 11. Juli 1920 in Oberursel wurde Wilhelm Tropp zum Vorsitzenden gewählt und die Bezeichnung des Verbandes auf den heutigen Namen „Nassauischer Feuerwehrverband“ mit dem Zusatz „gegründet 1872 in Wiesbaden“ geändert. Zuvor konnten wegen des Ersten Weltkrieges einige Jahre keine Verbandstage ausgetragen werden.
An diesem Nassauischen Feuerwehrverbandstag wurde von Wilhelm Tropp die Urkunde für die segensreiche Einrichtung der Tropp-Jubiläums-Stiftung feierlich überreicht. Diese Stiftung unterstützt hilfsbedürftige Feuerwehrleute, die mindestens zehn Jahre aktiv gedient haben und infolge Krankheit oder durch sonstige missliche Verhältnisse, ohne eigenes Verschulden in große Not geraten sind. Sie ist noch immer eine unselbstständige Stiftung des NFV.
Die Feuerwehren im Gebiet des Regierungsbezirkes Wiesbaden und dem Kreis Wetzlar gaben schon sehr früh monatlich eine Feuerwehrzeitung heraus. Im Jahre 1914 gab es bereits den 39. Jahrgang der Nassauische Feuerwehr Nachrichten. Trotz der vielen Leiden des Ersten Weltkriegs standen die Kameraden der Feuerwehren zu ihrer Aufgabe. So konnten zum 26. Nassauischen Feuerwehrverbandstag im Juli 1924 in Dillenburg festgestellt werden, dass dem Verband 318 Feuerwehren mit 18.305 Feuerwehrmännern angeschlossen waren. Von der nun steten Fortentwicklung des Verbandes geben die Niederschriften der Verbandstage 1925 in Griesheim, 1928 in Eltville am Rhein und des 29. Nassauischen Feuerwehrtages 1930 in Bad Ems Zeugnis. Bei der Verbandstagung 1928 in Eltville wurde von den Frauen und Jungfrauen des Verbandes ein Verbandsbanner gestiftet und nach der Weihe feierlich überreicht. Dieser Verbandstag war eine eindrucksvolle Kundgebung für die Ideale der Feuerwehr. 488 Feuerwehren mit insgesamt 22.200 Feuerwehrkameraden hatten sich inzwischen zusammengeschlossen.

### Auflösung durch NS-Gesetz
Die Machtergreifung durch die Nationalsozialisten wirkte sich einschneidend auf den Nassauischen Feuerwehrverband aus. Bis 1932 hatten die Freiwilligen Feuerwehren den erforderlichen Nachwuchs stets durch freiwillige Meldungen bekommen. Das änderte sich, nachdem die Nationalsozialisten an die Macht gekommen waren und überall parteieigene Formationen aufgestellt wurden. Die Folge war, dass nicht nur die Nachwuchskräfte ausblieben, sondern auch viele Männer die Feuerwehr verließen, was zu akutem Personalmangel führte. Hinzu kamen Geringschätzung und Missachtung, die den Feuerwehren von den Parteiformationen gab in jenen Jahren ein zähes Ringen zwischen der NS-Ideologie und der Eigenständigkeit der Feuerwehr, das oft in erbittertem Kleinkrieg endete. Am 15. Dezember 1933 wurde das „Preußische Feuerschutzgesetz“ erlassen, durch das die Stellung der Feuerwehr im öffentlichen Leben neu geregelt wurde. Berufsfeuerwehr und Freiwillige Feuerwehr bezeichnete man im Gesetz als „Polizeiexekutive besonderer Art“ und unterstellte sie den Ortspolizeiverwaltern. Die Freiwilligen Feuerwehren sollten gleichzeitig als rechtsfähige Vereine in das Vereinsregister eingetragen werden. Aufgrund der neu eingeführten Altersgrenze von 60 Jahren und der Überprüfung der politischen Einstellung schieden viele Führungskräfte zwangsweise aus dem aktiven Dienst. Am 25. April 1934 fand in Weilburg ein außerordentlicher Verbandstag statt, dem eine Übung der Freiwilligen Feuerwehr Weilburg auf dem Marktplatz vorausging. Zum letzten Mal tagten die Delegierten des Verbandes, um die Überleitung ihrer Organisation in den „Provinzialfeuerwehrverband Hessen-Nassau“ vorzunehmen. Der Verbandsvorsitzende Fritz Kahl stellte in seiner Rede fest, dass man mit Bedauern von der alten Idee scheide, finde sich aber im Gedanken an ein geeintes Deutschland damit ab. Man füge sich dem Befehl des Reichskanzlers. Darum sei man zusammengekommen, um zu beschließen, dass der Nassauische Feuerwehrverband aufgehört habe zu existieren. Wörtlich fügte Kahl hinzu: „Es gilt nun weiter zu arbeiten im Sinne unseres Wahlspruches: Einer für Alle und Alle für Einen. Wenn auch der Name des Nassauischen Feuerwehrverbandes verschwindet, das Ideal des Nassauischen Feuerwehrverbandes bleibt bestehen.“

### Wiedergründung nach dem Zweiten Weltkrieg
Das Ende des Zweiten Weltkriegs war für die Freiwillige Feuerwehr zugleich eine Zeit des Neubeginns. Dem Wahlspruch getreu: „Gott zur Ehr’, dem Nächsten zur Wehr“ wollten sie ihrer Verpflichtung nachkommen. Während alle bestehenden Vereinigungen und Zusammenschlüsse zunächst einmal verboten und aufgelöst wurden, erging am 5. April 1945 an alle Freiwilligen Feuerwehren im Regierungsbezirk Wiesbaden der Befehl Nr. 6: „Auf Anordnung der Besatzungsbehörden ist der Feuerschutz durch die bisherigen Kräfte der Freiwilligen Feuerwehr auszuführen.“ Die amerikanischen Sicherheitsoffiziere überwachten die Tätigkeit der Feuerwehr. Sie sahen in ihr eine paramilitärische Einrichtung und ordneten eine sofortige Trennung von Feuerwehr und Polizei an. Doch der Übergang in die neue Zeit ging für die Feuerwehren nicht reibungslos vonstatten. Durch Kriegsgefangenschaft und Entnazifizierungsmaßnahmen wurde die Feuerwehr im Bestand ihrer aktiven Feuerwehrmänner erheblich geschwächt. Nur allmählich wurde das Leben wieder in geordnete Bahnen gelenkt. Die personellen Schwierigkeiten bei den Feuerwehren lösten sich allmählich auf und es war an einen ernsthaften Wiederaufbau zu denken. Die Initiative zur Wiedergründung des Verbandes ging, wie schon im Jahr 1872, von den Freiwilligen Feuerwehren Wiesbadens aus. Nach mühevollen Abstimmungstätigkeiten konnte endlich am 8. April 1948 der Zusammenschluss der Freiwilligen Feuerwehren erreicht werden. Im Abschlussprotokoll wurde ausdrücklich festgehalten, dass der neue Verband nur sozialen und Wohlfahrtszwecken dient und keine Befehlsgewalt über Feuerwehrbezirk und Feuerwehrmänner ausübt.
An diesem ersten Verbandstag nach dem Krieg nahmen insgesamt 679 Delegierte der Freiwilligen Feuerwehren und der Werkfeuerwehren aus dem Regierungsbezirk teil, der mit einer würdigen Feier in Eltville begangen wurde.

### Gründung des Landesfeuerwehrverbandes Hessen
Am 21. April 1954 wurde vor dem Hintergrund der Bundesländergliederung in der Nachkriegszeit und nach jahrelangen zähen Verhandlungen am 21. April 1954 in Frankfurt am Main der Landesfeuerwehrverband Hessen gegründet. Der NFV trat dem neugegründeten LFV Hessen als einer von drei Bezirksverbänden bei und war somit nicht mehr direktes Mitglied des Deutschen Feuerwehrverbandes.

### Brandschutzhilfeleistungsgesetz
Am 1. Januar 1971 trat das „Hessische Gesetz über den Brandschutz und die Hilfeleistung der Feuerwehren (Brandschutzhilfeleistungsgesetz)“ in Kraft. Bis zu diesem Zeitpunkt waren die Feuerwehrvereine als privatrechtliche Vereinigungen die Träger des öffentlichen Brandschutzes. Mit Inkrafttreten des Gesetzes wurden Städte und Gemeinden Träger des Brandschutzes, die diese Aufgabe als Selbstverwaltungsaufgabe wahrzunehmen haben. Seit diesem Zeitpunkt ist die Feuerwehr eine kommunale Einrichtung. Diese grundlegende Veränderung führte jedoch nicht zur Auflösung der Feuerwehrvereine und der Feuerwehrverbände. In deren Satzungen wurden die Ziele neu formuliert: Die Förderung des Brandschutzes, die Interessenvertretung der Feuerwehren, die soziale Fürsorge für die Mitglieder, die Kameradschaftspflege, die Öffentlichkeitsarbeit, die Brandschutzerziehung zählen neben der Förderung der Jugendfeuerwehr und des Feuerwehrmusikwesens zu diesen Zielen.

### Verbandsjubiläen
Das 100-jährige Bestehen des Nassauischen Feuerwehrverbandes fand gemeinsam mit dem 100-jährigen Bestehen der FF Geisenheim vom 27. bis zum 29. Mai 1972 statt. Vom 12. bis 14. September 1997 beging der Nassauische Feuerwehrverband sein 125-jähriges Bestehen in Eltville am Rhein, wo zugleich die gastgebende Feuerwehr ihr 125-jähriges Gründungsfest ausrichtete.
Vorsitzender des Nassauischen Feuerwehrverbandes ist seit Juni 2023 Peter Hermann als Nachfolger von Norbert Fischer.

## Aufgaben
Die Unterstützung des Feuerschutzes, Arbeitsschutzes, Katastrophen- und Zivilschutzes wird insbesondere verwirklicht durch die Erfüllung folgender Aufgaben:
- Förderung des Brand- und Katastrophenschutzes und der Allgemeinen Hilfe
- Durchführung von Informationsveranstaltungen
- Förderung der Jugendfeuerwehren und Kindergruppen
- Förderung der musiktreibenden Gemeinschaften
- Unterstützung der Ehren- und Altersabteilung
- Vertretung der Interessen der Mitgliedsverbände
- Gedankenaustausch auf Regional- und Landesebene
- Zusammenarbeit mit kommunalen Verbänden
- Kontakte mit Wirtschaftsverbänden
- Kontakte mit Kreis-, Bezirks- und Landesbehörden
- Kontakte mit anderen Hilfsorganisationen
- Unterstützung von landesweiten Aktionen

## Organe
Die Organe des Nassauischen Feuerwehrverbandes sind:
- Verbandsversammlung
- Verbandsvorstand
- Geschäftsführender Vorstand

## Mitglieder
Mitglieder des NFV sind die Mitgliedsverbände im Verbandsgebiet und die Ehrenmitglieder.
Die Mitgliedsverbände des NFV:
- FV Dillkreis
- KFV Frankfurt am Main
- KFV Hochtaunus
- KFV Limburg-Weilburg
- KFV Main-Kinzig-Kreis
- KFV Main-Taunus-Kreis
- KFV Marburg-Biedenkopf
- KFV Rheingau
- KFV Untertaunus
- FV Wetzlar
- KFV Wiesbaden

Zu Ehrenmitglieder wurden verdiente Vorstandsmitglieder nach ihrem Ausscheiden aus Altersgründen von der Verbandsversammlung ernannt.

## Arbeitsweise
Der Nassauische Feuerwehrverband Wiesbaden unterhält keine Geschäftsstelle und bewältigt seine Aufgaben ausschließlich auf ehrenamtlicher Basis. Jeder nassauische Kreisfeuerwehrverband ist durch eine bestätigte Person im Verbandsvorstand vertreten. Die Vorsitzenden der Bezirksfeuerwehrverbände gehören dem Präsidium an.
Die Positionen des Nassauischen Feuerwehrverbandes basieren auf den Ergebnissen innerverbandlicher Facharbeit, deren Erkenntnisse sowohl der politische Verbandsarbeit, als auch der Öffentlichkeit zur Verfügung stehen.

## Feuerwehrangehörige

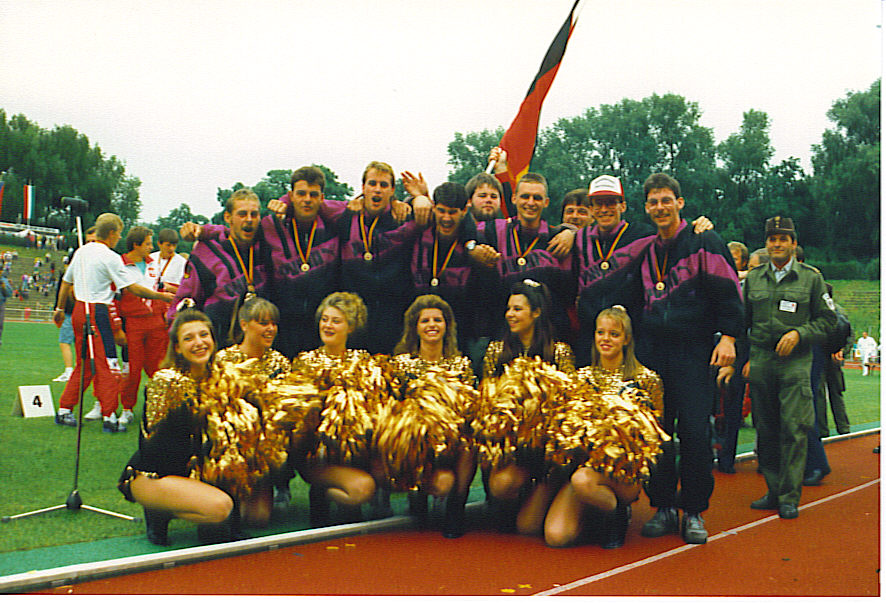
X. Internationale Feuerwehrsportwettkämpfe 1993 in Berlin, Sieger in der Disziplin Löschangriff – FF Beselich-Obertiefenbach

In rund 800 Feuerwehren sind etwa 25.000 aktive Feuerwehrangehörige tätig, der Frauenanteil beträgt hierbei 12,5 %. Hinzu kommen etwa 1.200 Berufsfeuerwehrleute und 1.000 Werkfeuerwehrleute.

### Jugend- und Kinderfeuerwehr
Wesentliches Instrument der Nachwuchsgewinnung sind die Jugendfeuerwehren und die Kinderfeuerwehren (für Kinder ab 6 Jahre). In den rund 700 Jugendfeuerwehren sind 11.000 Jungen und Mädchen in der originären Jugendfeuerwehr und 1.300 in der Kinderfeuerwehr aktiv. Die Interessenvertretung der nassauischen Jugendfeuerwehren nimmt die Vereinigung der Nassauischen Kreisjugendfeuerwehrwarte wahr.

### Feuerwehrwettbewerbe
Vom Land Hessen werden jährlich Hessische Feuerwehrleistungsübungen auf Kreis-, Bezirks- und Landesebene ausgeschrieben bzw. veranstaltet. Sie beinhalten einen theoretischen Teil (Fragebogenbeantwortung) und einen praktischen Teil (Feuerwehrübung mit Brandbekämpfung und Menschenrettung unter Anwendung von Atemschutz und Digitalfunk).
Einzelne Freiwillige Feuerwehren aus dem nassauischen Verbandsgebiet beteiligen sich auch an Feuerwehrleistungswettbewerben, die vom LFV Hessen organisiert und unterstützt werden. Durch Ausscheidungswettkämpfe auf Landes- und Bundesebene qualifizieren sich immer wieder nassauische Mannschaften für die alle vier Jahre stattfindenden Internationalen Feuerwehrwettkämpfe des Weltfeuerwehrverbandes CTIF. Bei den Traditionellen Internationalen Feuerwehrwettbewerben wurde die Freiwillige Feuerwehr Nidderau-Eichen im Juli 1985 in Österreich Weltmeister. Bei den Internationalen Feuerwehrsportwettkämpfen des CTIF im Juli 1993 in Berlin siegte die Freiwillige Feuerwehr Beselich-Obertiefenbach in der Disziplin Löschangriff und wurde Weltmeister, nachdem sie vier Jahre zuvor bei dieser so genannten Feuerwehrolympiade in Warschau/Polen den 3. Platz und die Bronzemedaille errang.

## Auszeichnungen

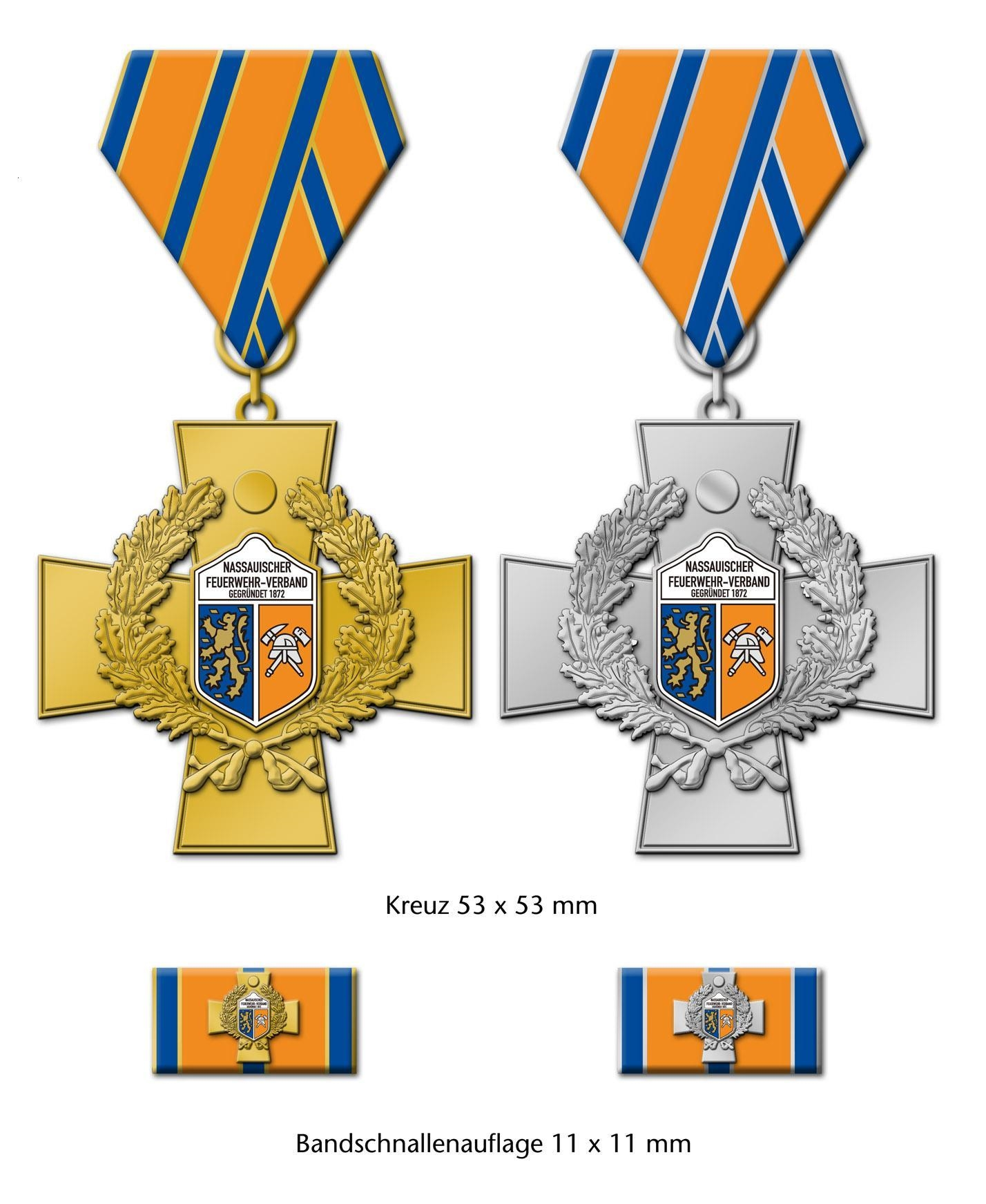
Ehrenkreuz des Nassauischen Feuerwehrverbandes am Bande in Gold und Silber

- Feuerwehr-Ehrenzeichen des Nassauischen Feuerwehrverbandes werden in Anerkennung und Würdigung um das Feuerwehrwesen im Bereich des Nassauischen Feuerwehrverbandes in Form einer Ehrenmedaille oder eines Ehrenkreuzes verliehen.